# Верде Висконти
Верде (Виридис) Висконти (на италиански: Verde Visconti; на немски: Viridis Visconti; * (ок.) 1352, Милано, Сеньория Милано, † пр. 11 март 1414, Стична, дн. Словения) от род Висконти, е принцеса от Милано и чрез брак херцогиня на Австрия.

## Произход
Тя е дъщеря на Бернабо Висконти (* 1323, † 1385), сеньор на Бергамо, Бреша, Кремона, Сончино, Лонато и Валкамоника, и съсеньор на Милано (заедно с братята си Матео II и Галеацо II), и на съпругата му Беатриче Реджина дела Скала (* 1331, † 1384). Нейни баба и дядо по майчина линия са Мастино II дела Скала, сеньор на Верона и Виченца (1304 – 1311), Падуа (1328 – 1338), сеньор на Парма (1332 – 1341), Бреша (1332 – 1337) и Лука (1335 – 1347), и Тадеа да Карара, а по бащина – Стефано Висконти, сеньор на Арона, и съпругата му Валентина Дория от влиятелното семейство Дория от Генуа. Има пет братя и девет сестри:
- Тадеа (* 1351, † 1381), херцогиня на Бавария като съпруга на Стефан III и майка на френската кралица Изабела Баварска
- Марко (* 1355, † 1382), сеньор на Парма (1364 – 1382), съпруг на Елизабета Баварска
- Лудовико (* 1355, † 1404), управител и сеньор на Лоди (1379 – 1385), и управител и сеньор на Парма (1385 – 1404), съпруг на Виоланта Висконти
- Валентина (* 1357 или 1360/62 или 1367, † 1393), кралица на Кипър и титулярна кралица на Йерусалим от 1378 до 1382 г. като съпруга на Петър II дьо Лузинян
- Родолфо (* 1358, † 1389), сеньор на Парма (1364 – 1389)
- Карло (* 1359, † 1403), сеньор на Парма (1364), съпруг на Беатрис д’Арманяк
- Антония (* 1364, † 1405), графиня на Вюртемберг като съпруга на Еберхард III
- Катерина (* 1362, † 1404), последна сеньора на Милано (1385 – 1395) и 1-ва херцогиня на Милано (1395 – 1402) като съпруга на братовчед си Джан Галеацо Висконти
- Аниезе (* 1363, † 1391), графиня на Мантуа като съпруга на Франческо I Гонзага
- Мадалена (* 1366, † 1404), херцогиня на Бавария (1381 – 1393) и на Бавария-Ландсхут (от 1392 г.) като съпруга на Фридрих Мъдри
- Джанмастино (* 1370, † 1405), сеньор на Бергамо и на Джера д'Ада, съпруг на Клеофа дела Скала
- Лучия (* 1372, † 1424), маркграфиня на Майсен като съпруга на Фридрих V фон Тюринген и графиня на Кент като съпруга на Едмънд Холанд
- Елизабета (* 1374, † 1432), херцогиня на Бавария като съпруга на Ернст Баварски
- Англезия (* 1377, † 1439), кралица на Кипър, Йерусалим и Армения (ок. 1401 – 1408) като съпруга на Янус дьо Лузинян

Освен това има шестима полубратя и девет полусестри от извънбрачни връзки на баща ѝ с пет жени.

## Биография
Омъжва се на 23 февруари 1365 г. в Милано за австрийския херцог Леополд III Хабсбург, син на херцога на Австрия Албрехт II Мъдри. Бракът поставя началото на съюза, който Хабсбургите желаят от Висконти срещу рода Да Карара за контрола над Фелтре и Белуно. Брачните споразумения са сключени от името на Бернабо Висконти през юли 1364 г. от Моденези дели Стефанини: зестрата на булката възлиза на 100 хил. флорина. Сватбата е отпразнувана в двореца на Бернабо „Сан Джовани ин Конка“ в Милано. След сватбата двойката заминава за Виена.
През 1379 г. съпругът на Верде Леополд става херцог на Щирия. Тя овдовява на 9 юли 1386 г., когато той губи битката при Земпах срещу Старата швейцарска конфедерация и пада убит.
За нея Джовани ди Бенедето да Комо създава Tacuinum sanitatis – медицински справочник с миниатюри, поръчан от родителите ѝ.
Виридис е считана за благодетелка на Цистерианския манастир в Стична, Карниола, днешна Словения. След смъртта на съпруга си тя се установява в имение близо до манастира, но има и къща в Любляна. Абатът на манастира Албрехт фон Линдек го довежда до финансови затруднения поради лошото си управление. Верде често му отпуска големи суми пари в замяна на залагане на монашески земи. Споразумението е, че манастирът трябва да чете литургии за нея и за спасението на душите на нейните родители и съпруг. След смъртта ѝ всички земи трябва да бъдат върнати на манастира и тя да бъде погребана в него (което и става). Верде умира преди 11 март 1414 г. на около 62-годишна възраст.

## Брак и потомство
∞ 23 февруари 1365 в Милано за австрийския херцог Леополд III Хабсбург (* 1 ноември 1351, † 9 юли 1386), син на херцога на Австрия Албрехт II Мъдри, от когото има четирима сина и три или четири дъщери:
- Вилхелм I Хабсбург (* 1370, Виена; † 15 юли 1406, Виена), херцог на Щирия, Каринтия и Тирол, ∞ 1401 за Джована II Анжуйска (* 25 юни 1371, 2 февруари 1435), от която няма деца.
- Леополд IV Хабсбург Дебелия (* 1371, Виена; † 3 юни 1411, Виена), херцог на Каринтия и Карниола, ∞ 1393 за Катарина Бургундска, от която няма деца.
- Ернст I Хабсбург Железния (* 1377, Брук ан дер Мур; † 10 юни 1424, Брук ан дер Мур), херцог на Щирия и Каринтия, граф Хабсбург; ∞ 1. 14 януари 1392 за Маргарита Померанска, дъщеря на Богислав V Померански, херцог на Померания-Щолп и на Померания-Волгаст, от която няма деца 2. 25 януари 1412 за Кимбурга от Мазовия (* 1394 или 1397, Варшава, Херцогство Мазовия; † 28 септември 1429, Тюрнитц, Долна Австрия), полска принцеса от династията Пясти, от която има петима сина и четири дъщери.
- Фридрих IV Хабсбург с празните джобове (* 1382, † 24 юни 1439, Инсбрук), граф на Тирол, херцог на Предна Австрия, ∞ 1. 1406 в Инсбрук за Елизабет фон Пфалц (* 1381, † 1408), принцеса, дъщеря на император Рупрехт, от която има една дъщеря, 2. 1410 за Анна фон Брауншвайг-Волфенбютел, дъщеря на Фридрих I фон Брунсвик-Люнебург, княз на Волфенбютел, от която има двама сина и две дъщери.
- Елизабета Хабсбург (* 1378, † 1392)
- Катарина Хабсбург (* 1385), игуменка на манастир „Санта Клара“ във Виена
- Маргарита Хабсбург[7]

Художникът Антон Вайс в периода 1579 – 1587 г. рисува портрети на представители на династията Хабсбурги, които към 2020 г. се съхраняват в Музея на историята на изкуството във Виена.
- Виридис Висконти
- Вилхелм
- Леополд IV
- Ернст Железни
- Фридрих IV